# Draft NFL 1998
Il Draft NFL 1998 si è tenuto dal 18 al 19 aprile 1998.
L'ordine del draft è costituito in questo modo: per le prime venti squadre che non si sono qualificate per i playoff viene invertito l'ordine della stagione regolare 2009, quindi dalla squadra che ha ottenuto meno vittorie a quella con più vittorie, poi a seguire si aggiungono le squadre in base al turno in cui sono state eliminate ai playoff, fino ad arrivare alle ultime due scelte (30ª e 31ª) che sono assegnate rispettivamente alla perdente e alla vincente del Super Bowl XXXII. I Green Bay Packers, che persero durante il Super Bowl contro i Denver Broncos, scambiarono la loro scelta coi Miami Dolphins.
In caso di parità di vittorie si tiene conto come prima variabile la difficoltà del calendario che le squadre con lo stesso numero di vittorie hanno dovuto affrontare. In caso di ulteriore parità si considera il numero delle vittorie raggiunte all'interno della propria division o conference. Se la parità dovesse persistere la decisione viene presa con il lancio della monetina.

## Primo giro
|  | = Pro Bowler |  |  | = Hall of Famer |

| Scelta # | Squadra                                      | Giocatore       | Ruolo            | College          |
| -------- | -------------------------------------------- | --------------- | ---------------- | ---------------- |
| 1        | Indianapolis Colts                           | Peyton Manning  | Quarterback      | Tennessee        |
| 2        | San Diego Chargers (Degli Arizona Cardinals) | Ryan Leaf       | Quarterback      | Washington State |
| 3        | Arizona Cardinals (Dai San Diego Chargers)   | Andre Wadsworth | Defensive end    | Florida State    |
| 4        | Oakland Raiders                              | Charles Woodson | Cornerback       | Michigan         |
| 5        | Chicago Bears                                | Curtis Enis     | Running back     | Penn State       |
| 6        | St. Louis Rams                               | Grant Wistrom   | Defensive End    | Nebraska         |
| 7        | New Orleans Saints                           | Kyle Turley     | Offensive tackle | San Diego State  |
| 8        | Dallas Cowboys                               | Greg Ellis      | Linebacker       | North Carolina   |
| 9        | Jacksonville Jaguars(Dai Buffalo Bills)      | Fred Taylor     | Running back     | Florida          |
| 10       | Baltimore Ravens                             | Duane Starks    | Cornerback       | Miami (FL)       |
| 11       | Philadelphia Eagles                          | Tra Thomas      | Offensive Tackle | Florida State    |
| 12       | Atlanta Falcons                              | Keith Brooking  | Linebacker       | Georgia Tech     |
| 13       | Cincinnati Bengals                           | Takeo Spikes    | Linebacker       | Auburn           |
| 14       | Carolina Panthers                            | Jason Peter     | Defensive tackle | Nebraska         |
| 15       | Seattle Seahawks                             | Anthony Simmons | Linebacker       | Clemson          |
| 16       | Tennessee Oilers                             | Kevin Dyson     | Wide receiver    | Utah             |
| 17       | Cincinnati Bengals (Dai Washington Redskins) | Brian Simmons   | Linebacker       | North Carolina   |
| 18       | New England Patriots (Dai New York Jets)     | Robert Edwards  | Running back     | Georgia          |
| 19       | Green Bay Packers (Dai Miami Dolphins)       | Vonnie Holliday | Defensive Tackle | North Carolina   |
| 20       | Detroit Lions                                | Terry Fair      | Cornerback       | Tennessee        |
| 21       | Minnesota Vikings                            | Randy Moss      | Wide Receiver    | Marshall         |
| 22       | New England Patriots                         | Tebucky Jones   | Free Safety      | Syracuse         |
| 23       | Oakland Raiders (Dai Tampa Bay Buccaneers)   | Mo Collins      | Offensive Tackle | Florida          |
| 24       | New York Giants                              | Shaun Williams  | Free Safety      | UCLA             |
| 25       | Jacksonville Jaguars                         | Donovin Darius  | Strong Safety    | Syracuse         |
| 26       | Pittsburgh Steelers                          | Alan Faneca     | Offensive Guard  | LSU              |
| 27       | Kansas City Chiefs                           | Victor Riley    | Offensive Tackle | Auburn           |
| 28       | San Francisco 49ers                          | R.W. McQuarters | Cornerback       | Oklahoma State   |
| 29       | Miami Dolphins (dai Green Bay Packers)       | John Avery      | Running back     | Ole Miss         |
| 30       | Denver Broncos                               | Marcus Nash     | Wide Receiver    | Tennessee        |